# 觀察者 (漫畫)
观察者（英語：Watcher）是漫威漫画裡的一个外星种族。在很多重大事件都有現身过。
观察者一族在宇宙形成時就已經存在，所以他们有比宇宙中的大部份其它生命早上亿年的科技。他们曾到Prosilicus帮助那里的民族进化与发展。可是Prosilicus的种族却因为科技进步而加速腐化，最后毁灭了自己的星球。在这之后观察者就决定不再参与宇宙其他生命体的事件，承诺只会做旁观者来见证。

## 其他媒體

### 電影
- 漫威電影宇宙
  - 《星際異攻隊2》（2017年）
  - 《雷神索爾：愛與雷霆》（2022年）：與其餘4位宇宙實體：生命法庭、死亡、永世（英语：Eon）及無限一同以雕像形式出現於永恆神廟中。

### 電視劇
- 漫威電影宇宙：由傑佛瑞·萊特聲演觀察者。
  - 《無限可能：假如…？》（2021-2024年）：動畫劇集，配音演出。